# Uwe Kiencke
Uwe Kiencke (* 5. Mai 1943 in Oldenburg) ist emeritierter Professor an der Fakultät für Elektrotechnik und Informationstechnik des Karlsruher Instituts für Technologie und Lehrbuchautor.
Nach dem Studium der Elektrotechnik an der damaligen Universität Karlsruhe und der Promotion an der TU Braunschweig war er von 1972 bis 1987 bei der Robert Bosch GmbH, Schwieberdingen, und von 1988 bis 1992 als Leiter der Gesamtentwicklung bei Siemens Automotive, Regensburg. Seit 1992 war er C4-Professor und Leiter des Instituts für Industrielle Informationstechnik (IIIT) der Universität Karlsruhe (TH). Im Herbst 2008 ging Uwe Kiencke in den Ruhestand.
1986 wurde er mit dem Arch T. Colwell Merit Award der Society of Automotive Engineers (USA) ausgezeichnet.
Für die Erfindung, internationale Standardisierung und Verbreitung des Controller Area Network (CAN) wurde er 2008 gemeinsam mit Siegfried Dais mit dem Technologiepreis der Eduard-Rhein-Stiftung ausgezeichnet.

## Werke (Auswahl)
- Uwe Kiencke, Lars Nielsen: Automotive Control Systems. 1. Auflage. Springer, Berlin/Heidelberg 2005, ISBN 3-540-23139-0 (englisch).
- Uwe Kiencke: Ereignisdiskrete Systeme. Modellierung und Steuerung verteilter Systeme. 2. Auflage. Oldenbourg, München 2006, ISBN 978-3-486-58011-2.
- Uwe Kiencke, Ralf Eger: Messtechnik. Systemtheorie für Elektrotechniker. 7. Auflage. Springer, Berlin/Heidelberg 2008, ISBN 978-3-540-78428-9.
- Uwe Kiencke, Michael Schwarz, Thomas Weickert: Signalverarbeitung. Zeit-Frequenz-Analyse und Schätzverfahren. 1. Auflage. Oldenbourg, München 2008, ISBN 978-3-486-58668-8.
- Fernando Puente León, Uwe Kiencke, Holger Jäkel: Signale und Systeme. 5. Auflage. Oldenbourg, München 2011, ISBN 978-3-486-59748-6.